# هفنر
واحد قدیمی اندازه‌گیری شدت نور که قبل از ۱۹۴۲ و تعریف جدیدتر یکای شدت نور با نام شمع جدید و با علامت اختصاری (NK) در کشورهای آلمان،اتریش و اسکاندیناوی بر اساس تعریف ارائه شده توسط مهندس، طراح و تکنیسین برق آلمانی فریدریش فون هِفنر-آلتِنک به نام شمع هِفنر و با علامت (HK) مورد استفاده قرار می گرفته و هنوز هم برای چراغ زنبوری نفت سوز یا گاز سوز مورد استفاده قرار می‌گیرد.

مطابق تعریف  با کمک  نور ایجاد شده وسیلهٔ چراغ یا لامپ  هفنر با سوخت آمیل استات هر هِفنر عبارت است از میزان نوری که این نوع از چراغ با شعله‌ای به بلندی ۴۰ میلیمتر و فتیله‌ای به پهنا یا قطر ۸ میلیمتر در راستای افقی از خود ساطع می‌کند.

چراغ یا لامپ هِفنر نوعی از چراغ شعله سوز است  که به منظور اندازه گیری های استاندارد در فوتومتری یا نورسنجی و تعریف یکای اندازه گیری شدت نور در سال ۱۸۸۴ میلادی توسط فون هِفنر-آلتِنک مورد استفاده قرار گرفت.

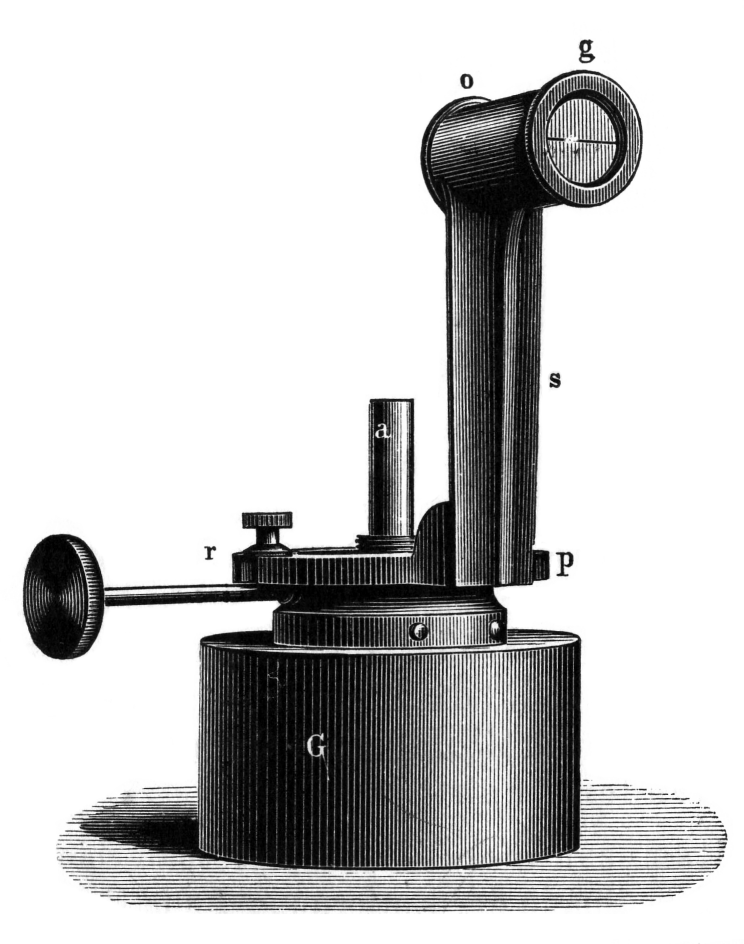
چراغ هِفنر

بر این اساس هر هِفنر معادل ۰٫۹۰۳ کاندلاست؛ و هر هفنر هم تقریباً معادل همین مقدار شمع نو یعنی ٠٫٩٠٣ NK است.